# WTA de Makarska
O WTA de Makarska  – ou Makarska International Ladies, na última edição – foi um torneio de tênis profissional feminino, de nível WTA Tier IV.
Realizado em Makarska, no sul da Croácia, estreou em 1998 e durou uma edição. Os jogos eram disputados em quadras de saibro durante o mês de abril.

## Finais

### Simples
| Ano  | Campeã           | Vice-campeã | Resultado |
| ---- | ---------------- | ----------- | --------- |
| 1998 | Květa Hrdličková | Li Fang     | 6–3, 6–1  |

### Duplas
| Ano  | Campeãs                        | Vice-campeãs                         | Resultado |
| ---- | ------------------------------ | ------------------------------------ | --------- |
| 1998 | Tina Križan Katarina Srebotnik | Evgenia Kulikovskaya Karin Kschwendt | 7–63, 6–1 |